# جنگ سوم گوریو–خیتان
جنگ سوم گوریو-خیتان یکی از درگیری‌های نظامی قرن ۱۱ میلادی در مرز کنونی جمهوری خلق چین و کره شمالی بود که میان لشکریان گوریو و لیائو رخ داد. جنگ‌های گوریو-خیتان (لیائو) در ۹۹۳ میلادی آغاز شده بود و طی دو مرحله اول و دوم ادامه یافته بود.